# Exlantix

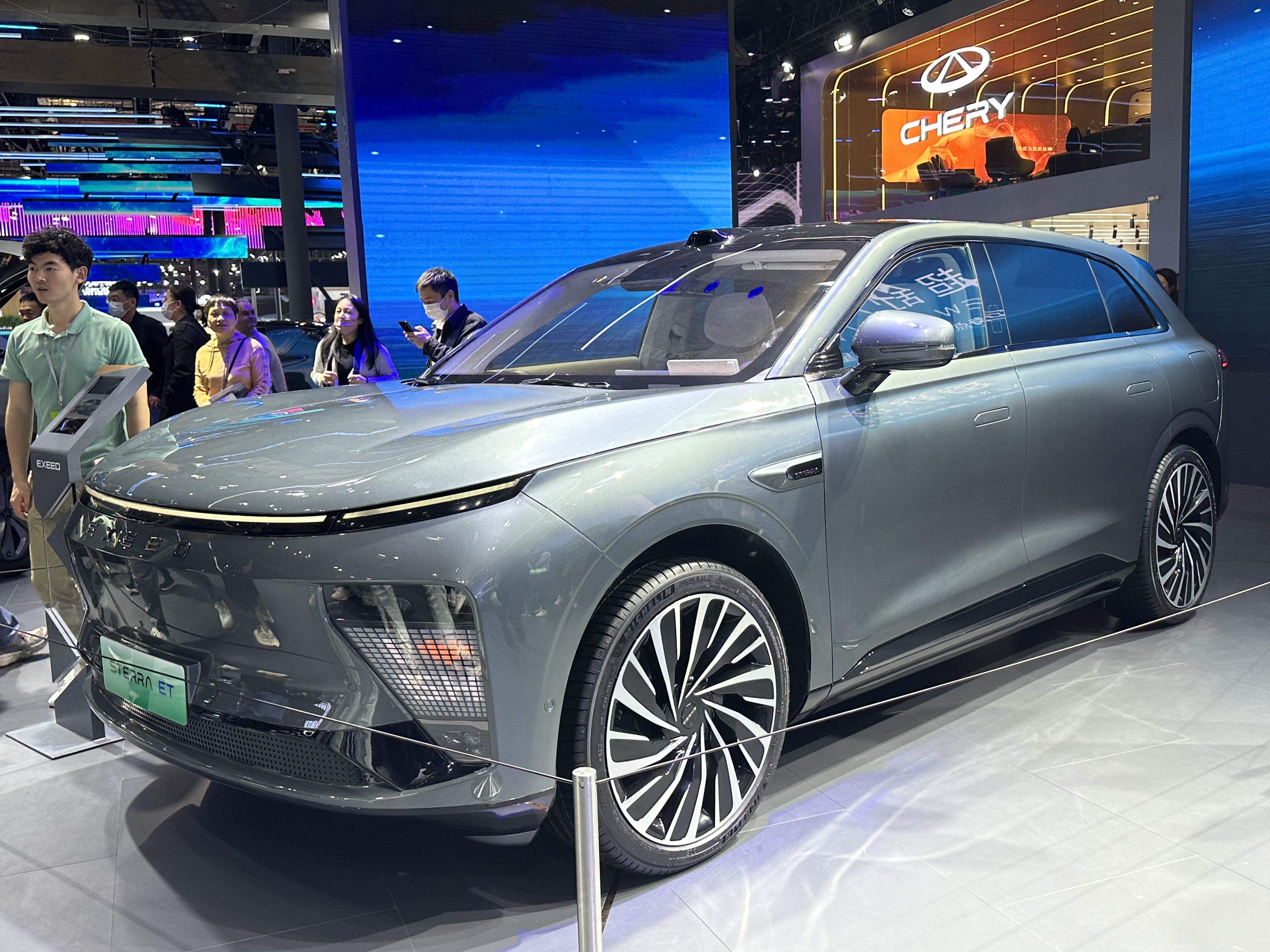
Exlantix ET (2024)

Exlantix (chiń. upr. 星纪元) – chiński producent elektrycznych i hybrydowych samochodów osobowych, z siedzibą w Wuhu, działający od 2024 roku. Należy do chińskiego koncernu Chery Automobile.

## Historia
W październiku 2023 roku, podczas przygotowania do chińskiego debiutu rynkowego nowej linii modelowej "Sterra" w ramach marki Exeed, koncern Chery Automobile potwierdził plany eksportu samochodów z tej serii na rynki zagraniczne. Z myślą o eksporcie powstała nowa marka Exlantix, która w pierwszej kolejności zadebiutowała we wrześniu 2024 roku na rynku rosyjskim. W pierwszej kolejności do sprzedaży trafił hybrydowy wariant modelu Sterra ET pod nazwą Exlantix ET, który nie przeszedł wizualnych modyfikacji i poprzestał na innych oznaczeniach producenta odchodzących od macierzystego "Exeed". 
W październiku 2024 portfolio Exlantix uzupełnił drugi model, tym razem będący odpowiednikiem chińskiego Exeed Sterra ES. Samochód zachował w pełni elektryczny układ napędowy i również nie zyskał zmian w pierwotnym wyglądzie, otrzymując nazwę Exlantix ES. Poczynając od 2025 roku zasięg rynkowy Exlantix ulega poszerzeniu, na czele z rynkiem europejskim - stanowiąc tam uzupełnienie dla lokalnej oferty koncernu Chery obok marek Omoda i Jaecoo.

## Modele samochodów

### Obecnie produkowane

#### Samochody osobowe
- ES

#### SUV-y
- ET